# 小行星1291
小行星1291（1291 Phryne）是一颗围绕太阳公转的小行星。1933年9月15日，歐仁·約瑟夫·德爾波特在于克勒发现了此天体。
該小行星以古希臘交際花芙里尼命名。
这颗小行星的绝对星等为118.23300等。